# UIRA
El proyecto UIRA combina los recursos y conocimiento de los proyectos F4L y Qflash, ambos eran aplicaciones código abierto  que proveían una alternativa al software propietario Macromedia Flash MX. UIRA es el acrónimo de UIRA Isn't a Recursive Acronym (UIRA no es un acrónimo recursivo, lo que supone un acrónimo recursivo y paradójico).
Actualmente no se sabe si el proyecto va a continuar debido a la ley DADVSI en Francia.
- Datos: Q9292694